# موشيه يعيش النهاري
موشيه يعيش النهاري (مواليد 1978 - وفيات 11 ديسمبر 2008) يهودي يمني، معلم لغة عبرية، وجزار موافق للشريعة اليهودية في ريدة باليمن الذي اغتيل بالقرب من منزله على يد عبد العزيز يحيى عبدي وهو يمني مسلم ومقاتل طيار سابق في سلاح الجو اليمني الذي فاتحه مطالبا باعتناقه الإسلام. طالب المدعي العام بأعدام قاتل النهاري ولكن قضت المحكمة بأن القاتل كان مختل عقليا وأمرته بدفع تعويضات. بعد الطعن في الحكم حكم على عبدي بالسجن مدى الحياة. كان قتل النهاري الأول من نوعه في خمسة عشر عاما على الأقل.

## الحياة
عاش موشيه يعيش النهاري البالغ من العمر 30 سنة وأب لتسعة أطفال في مجتمع يهودي صغير من ريدة في مديرية عمران شمال اليمن. كان يعمل مدرسا للغة العبرية في المدرسة اليهودية المحلية كما يعمل جزارا. كان متزوجا من لوزا سليمان. شقيقه هو الحاخام يحيى يعيش أحد قادة الجالية اليهودية في اليمن. كان النهاري زار إسرائيل عدة مرات وفي إحدى الزيارات عاش لفترة في حي أوشييوت برحوفوت لكنه عاد لاحقا إلى اليمن. قبل بضع سنوات من وفاته قرر أن يهاجر وباع منزله لتمويل هذه الخطوة. في آخر لحظة والده أقنعه بالبقاء في اليمن. كانت له علاقات مع حركة الحاسيديمية الساتمار في اليمن.

## الخلفية
يبلغ عدد الجالية اليهودية في ريدة 10 أشخاص. كانوا قد اشتكوا من التهديدات الواردة من مجموعات من المتطرفين الإسلاميين سابقا وطلبوا في وقت لاحق الحماية من الحكومة اليمنية. ومع ذلك رفضت السلطات الأمنية في الماضي الاعتراف بمطالبات الأقلية اليهودية قائلين أنه لا يوجد دليل على التهديدات ضد المتهمين.

## الهجوم
في 11 ديسمبر 2008 عبد العزيز يحيى العبدي فاتح النهاري في السوق بالقرب من منزله باعتناق الإسلام ودعا اليهودي إلى قبول رسالة الإسلام. طلب النهاري أن يتركه وحده ولكن العبدي فتح النار بمدفع رشاش بوابل من الرصاص. أقاربه والمقربين من النهاري ضغطوا على السلطات للسماح بدفن الجثة في إسرائيل ولكن موافقة لم تمنح.

## الدعوى القضائية

### الدفاع
ادعى المشتبه به عبد العزيز يحيى العبدي البالغ من العمر 39 سنة الطيار السابق لطراز ميكويان ميج-29 في القوات الجوية اليمنية قال أنه كان يمثل المجاهدين في اليمن والقرن الأفريقي. رفض في البداية محاميه اليمني الذين تطوع للدفاع عنه قائلا أنه يريد فقط محام أمريكي. اعترف العبدي في المحكمة بأنه قتل النهاري للتقرب من الله معتبرا أنه حذر اليهودي منذ أشهر إما اعتناق الإسلام أو مغادرة البلاد.
قال خالد الشلالي مدافعا عن العبدي في محاولة لتجنب عقوبة الإعدام أن موكله كان غير مؤهل عقليا ويعاني من انفصام الشخصية عند ارتكاب الجريمة. التقرير الطبي للعبدي المقدم في المحكمة يشير إلى أنه قتل زوجته قبل خمس سنوات. في حين أن محاميه كان يقرأ التقرير عن مشاكله النفسية وأوصى بوضع العبدي في مستشفى للأمراض العقلية ولكن العبدي هتف قائلا: (تنفيذ حكم الإعدام لي هو أفضل من وضعي في مصحة وأنا جيد للغاية). ثم التفت إلى والد وزوجة الضحية قائلا: (أنا قتلته بكامل قواي العقلية، إنهم يخدعونكم). قدم المحامون أيضا إلى المحكمة وثيقة موقعة من قبل 40 رجلا من قبيلة العبدي تشهد أنه يعاني مشاكل نفسية.

### الملاحقة القضائية
المحامي الذي يمثل عائلة النهاري يحيى علاو ألقى بظلال الشك على التقرير الطبي قائلا أن الأطباء الذين أصدروا التقرير ليسوا متخصصين. أضاف أن التقرير فشل في تحديد الحالة الفسيولوجية الدقيقة للمشتبه فيه عندما ارتكب الجريمة. هذه المطالبات دعمت من قبل الهيئة الوطنية للدفاع عن الحقوق والحريات التي مثلت النهاري في محكمة برو بونو. قبلت المحكمة مطالب محامي الضحية وقررت إحالة التقرير الطبي إلى اللجنة الطبية لتوضيح الحالة النفسية للمشتبه فيه.

### قرار المحكمة
صدر الحكم في 2 مارس 2009. غصت قاعة المحكمة الصغيرة بعدة عشرات من أفراد قبيلة العبدي وبينما مثل المجتمع اليهودي والد الضحية وأرملته التي كانت المرأة الوحيدة في القاعة. عند عقد جلسة المحكمة يوم الاثنين أغلقت السلطات قبالة مبنى المحكمة خوفا من رد فعل عنيف. طوال هذه القضية فإن أقارب المتوفي هوجموا لفظيا وأهينوا من قبل قبيلة المدعى عليه. لم يبدِ العبدي أي ندم على أفعاله. قضت المحكمة بدفع دية تبلغ 5.5 مليون ريال يمني (27500 دولار أمريكي) ووضع المحكوم عليه في مصحة للأمراض النفسية. عند تلاوة الحكم بها، أعرب العشرات داخل قاعة المحكمة الصغيرة بالراحة من الحكم على العكس من أقارب الضحية. سارعت الشرطة لإفراغ قاعة المحكمة في بسرعة فور النطق بالحكم ومنعوا الصحفيين من التحدث إلى الناس الحاضرة.

### الاستئناف والحكم بالإعدام
قررت أسرة الضحية استئناف الحكم للمطالبة بتنفيذ عقوبة الإعدام ضد المدان. قال النائب العام خالد العنسي: (الحكم فضيحة كبيرة) و (لم تكن المحاكمة عادلة وغير آمنة وكان القاضي خائف). بينما قال حاخام الطائفة اليهودية في محافظة عمران، يحيى يعيش: (إن الحكم يؤدي إلى هجرة من تبقى من اليهود من اليمن. سيشجع الحكم المزيد من عمليات قتل اليهود).
في 21 يونيو 2009 قضت محكمة الاستئناف بالحكم على العبدي بالشنق حتى الموت. رد محاموه أنهم سيرفعون القضية إلى المحكمة العليا في البلاد.
في أبريل 2011 أفيد بأن العبدي قام برشوة حراس السجن وهرب من السجن مع عشرة سجناء آخرين.

## ردود الفعل
في استجابة لدعوى قضائية أعربت الجالية اليهودية محنتهم وكيف أنهم يشعرون بعدم الأمان بإرسال المتطرفين خطابات الكراهية والتهديدات عبر الهاتف. إن القتل زاد من المحنة بين الجالية اليهودية في ريدة وشكاواهم وصلت في نهاية المطاف لرئيس الجمهورية. طالبوا الذين سيتم نقلهم إلى العاصمة صنعاء بتعويضهم عن منازلهم وممتلكاتهم في ريدة. تم الاستجابة لمطالبهم من قبل الرئيس علي عبد الله صالح الذي أمر بتعويضهم في صنعاء.
في عام 2009 خمسة من أبناء النهاري هاجروا. في عام 2012 هاجرت زوجته وأربعة من أبنائه بعد أن ظلت في اليمن حتى أنها يمكن أن تكون بمثابة الشاهد أثناء المحاكمة.
كتبت منظمة العفو الدولية إلى الحكومة اليمنية وحثت البلاد على حماية رعاياها اليهود. وذكرت منظمة حقوق الإنسان أنها تشعر بقلق عميق على سلامة أفراد الطائفة اليهودية في شمال غرب اليمن عقب مقتل أحد أفراد المجتمع وتهديدات خطيرة مجهولة للآخرين لمغادرة اليمن أو مواجهة الموت.